# Beleg van Tauromenium
Het Beleg van Tauromenium in 394 v.Chr. was onderdeel van de Siciliaanse Oorlogen. Dionysius I, de tiran van Syracuse belegerde de stad om zo het overwicht tegen Carthago te behouden. Nadat ze de Carthagers hadden verslagen bij Syracuse, waren de Syracusers hun grondgebied en invloed aan het uitbreiden door het grondgebied van de Sicelen te veroveren en er Griekse kolonies op te richten. Tauromenium was een stad van de Sicelen en bondgenoot van Carthago en kon een bedreiging vormen voor zowel Syracuse als Messina, een belangrijke bondgenoot van Dionysius. Hij begon de stad te belegeren in de winter van 394 v.Chr. maar werd gedwongen zich terug te trekken nadat zijn nachtelijke aanval werd afgeslagen. Carthago gaf antwoord door de oorlog te hervatten, die opnieuw werd beëindigd in 392 v.Chr. met een vredesovereenkomst dat Dionysius de heerschappij over de Sicelen gaf, terwijl Carthago al het gebied ten westen van de Halykos en de Himera-rivier.